# 5378 Ellyett
5378 Ellyett eller 1991 GD är en asteroid i huvudbältet som upptäcktes den 9 april 1991 av den australiensiske astronomen Robert H. McNaught vid Siding Spring-observatoriet. Den är uppkallad efter Clifton Darfield Ellyett.
Asteroiden har en diameter på ungefär 2 kilometer och den tillhör asteroidgruppen Hungaria.